# Microrégion de Muriaé
 (février 2025).
Si vous disposez d'ouvrages ou d'articles de référence ou si vous connaissez des sites web de qualité traitant du thème abordé ici, merci de compléter l'article en donnant les références utiles à sa vérifiabilité et en les liant à la section « Notes et références ».
La microrégion de Muriaé est l'une des sept microrégions qui subdivisent la zone de la Mata, dans l'État du Minas Gerais au Brésil.
Elle comporte 20 municipalités qui regroupaient 275 348 habitants en 2006 pour une superficie totale de 4 752 km2.

## Municipalités[1]
- Antônio Prado de Minas
- Barão de Monte Alto
- Caiana
- Carangola
- Divino
- Espera Feliz
- Eugenópolis
- Faria Lemos
- Fervedouro
- Miradouro
- Miraí
- Muriaé
- Orizânia
- Patrocínio do Muriaé
- Pedra Dourada
- Rosário da Limeira
- São Francisco do Glória
- São Sebastião da Vargem Alegre
- Tombos
- Vieiras